# Eparchie londýnská a západoevropská
Eparchie londýnská a západoevropská je eparchie ruské pravoslavné církve v zahraničí.

## Území a titul biskupa
Zahrnuje správní hranice území Spojeného království, Belgie, Irska, Španělska, Itálie, Lucemburska, Nizozemska, Portugalska, Francie a Švýcarska.
Eparchiálnímu biskupovi náleží titul biskup londýnský a západoevropský.

## Historie
Prvním správcem farností v Západní Evropě byl arcibiskup Jevlogij (Georgijevskij), který emigroval z Ruska v lednu 1920. Jmenovaný byl 15. října 1920 Prozatímní vyšší církevní správou na Jihovýchodě Ruska v ceně s metropolitou Antonijem (Chrapovickým). Po rozpuštění prozatímní správy byl Archijerejským synodem Ruské pravoslavné církve v zahraničí 1. června 1923 zřízen autonomní okruh Západní Evropy v čele s metropolitou Jevlogijem.
Po odchodu metropolity Jevlogije roku 1926 byla malá skupina farností věrná RPCZ pod vedením arcibiskupa Serafima (Lukjanova), který se z Londýna přestěhoval do Paříže.
Dne 29. srpna 1938 byla eparchie rozhodnutím Archijerejského synodu přeměněna na metropolitní okruh. Koncem roku 1939 měl okruh tři eparchie: západoevropskou, canneskou a bruselskou.
Na konci druhé světové války se metropolita Jevlogij, který byl dříve pod jurisdikcí Konstantinopolského patriarchátu a metropolita Serafim dne 31. srpna 1945 rozhodli vstoupit pod jurisdikci Moskevského patriarchátu.
Farnosti které zůstali pod jurisdikcí Ruské pravoslavné církve v zahraničí získali 10. března 1946 za svého biskupa Nafanaila (Lvova). Metropolitní obvod byl přeměněn zpět na jednu eparchii.
Dne 27. listopadu 1950 se správcem Eparchie stal Ioann (Maximovič). Během jeho episkopátu šířil pravoslaví mezi Evropany. Zavedl např. uctívání starověkých světců západu. V tomto období byla do jurisdikce RPCZ přijata Francouzská katolická pravoslavná církev a byla založena Pravoslavná misie v Nizozemsku.

## Seznam biskupů
- 1920–1927 Jevlogij (Georgijevskij)
- 1927–1945 Serafim (Lukjanov)
- 1946–1951 Nafanail (Lvov)
- 1951–1963 Ioann (Maximovič) svatořečený
- 1963–1993 Antonij (Bartoševič)
- 1993–2000 Serafim (Dulgov)
- 2000–2006 Ambroise (Cantacuzène)
- 2006–2017 Michel (Donskov)
  - 2017–2018 Hilarion (Kapral) dočasný správce
- od 2018 Irenei (Steenberg)